# Tön
Tön (fornsvenska: þyn, medeltidslatin: thyno) är ett mycket gammalt svensk spannmålsmått som användes under hela medeltiden parallellt med pund. Därefter tog pundet successivt över och vid mitten av 1500-talet försvann tön helt ur det svenska måttsystemet. En tön = 6 spann. På en läst gick det 16 tön.